# Zaprionus proximus
Zaprionus proximus är en tvåvingeart som beskrevs av Collart 1937. Zaprionus proximus ingår i släktet Zaprionus och familjen daggflugor.
Artens utbredningsområde är Kenya. Inga underarter finns listade i Catalogue of Life.